# Чемпионат мира по настольному теннису 1949
Чемпионат мира по настольному теннису 1949 года прошёл с 4 по 10 февраля в Стокгольме (Швеция).

## Медалисты
| Разряд                   | Золото                                                              | Серебро                                                                                         | Бронза                                                                          |
| ------------------------ | ------------------------------------------------------------------- | ----------------------------------------------------------------------------------------------- | ------------------------------------------------------------------------------- |
| Мужской одиночный разряд | Джон Лич                                                            | Богумил Ваня                                                                                    | Ференц Шоош                                                                     |
| Мужской одиночный разряд | Джон Лич                                                            | Богумил Ваня                                                                                    | Мартин Рейсман                                                                  |
| Женский одиночный разряд | Гизелла Фаркаш                                                      | Квета Грушкова                                                                                  | Гертруда Притци                                                                 |
| Женский одиночный разряд | Гизелла Фаркаш                                                      | Квета Грушкова                                                                                  | Телма Толл                                                                      |
| Мужской парный разряд    | Иван Андреадис Франтишек Токар                                      | Ладислав Штипек Богумил Ваня                                                                    | Дуглас Картленд Ричард Майлс                                                    |
| Мужской парный разряд    | Иван Андреадис Франтишек Токар                                      | Ладислав Штипек Богумил Ваня                                                                    | Ричард Бергман Таге Флисберг                                                    |
| Женский парный разряд    | Гизелла Фаркаш Хелен Эллиот                                         | Пинки Барнес Джоан Кросби                                                                       | Элишка Фюрстова Ида Котяткова                                                   |
| Женский парный разряд    | Гизелла Фаркаш Хелен Эллиот                                         | Пинки Барнес Джоан Кросби                                                                       | Рожи Карпати Эржебет Мезеи                                                      |
| Микст                    | Ференц Шидо Гизелла Фаркаш                                          | Богумил Ваня Квета Грушкова                                                                     | Джон Лич Маргарет Франкс                                                        |
| Микст                    | Ференц Шидо Гизелла Фаркаш                                          | Богумил Ваня Квета Грушкова                                                                     | Мартин Рейсмэн Маргарет Маклин                                                  |
| Мужской командный турнир | Венгрия · Йожеф Коциан · Ференц Шидо · Ференц Шоош · Ласло Варконьи | Чехословакия · Иван Андреадис · Макс Маринко · Ладислав Штипек · Франтишек Токар · Богумил Ваня | Англия · Виктор Барна · Ричард Бергман · Джон Лич · Роналд Шарман · Обри Симонс |
| Мужской командный турнир | Венгрия · Йожеф Коциан · Ференц Шидо · Ференц Шоош · Ласло Варконьи | Чехословакия · Иван Андреадис · Макс Маринко · Ладислав Штипек · Франтишек Токар · Богумил Ваня | США · Дуглас Картленд · Ричард Майлс · Джеймс Макклёр · Мартин Рейсмэн          |
| Женский командный турнир | США · Маргарет Маклин · Милдред Шахиан · Телма Толл                 | Англия · Пинки Барнес · Джоан Кросби · Маргарет Франкс · Адель Вуд                              | Франция · Югетт Беоль · Жанна Деле · Иолана Ваннони                             |
| Женский командный турнир | США · Маргарет Маклин · Милдред Шахиан · Телма Толл                 | Англия · Пинки Барнес · Джоан Кросби · Маргарет Франкс · Адель Вуд                              | Венгрия · Гизелла Фаркаш · Рожи Карпати · Эржебет Мезеи                         |